# Pillangóhal
A pillangóhal (Pantodon buchholzi) a sugarasúszójú halak (Actinopterygii) osztályába elefánthalak (Osteoglossiformes) rendjébe és a pillangóhalfélék (Pantodontidae) családjába tartozó egyetlen faja.

## Előfordulása
Afrika nyugati részén, Nigéria, Kamerun és a Kongó medencéjében él.

## Megjelenése
Testhossza 10-15 centiméter.